# Tobit Schäfer
Tobit Schäfer (* 26. Mai 1980) ist ein Schweizer Politiker (SP).

## Leben
Tobit Schäfer ist Inhaber und Geschäftsführer der Die Organisation GmbH, einer Agentur für Projektumsetzung. Er war bis Herbst 2018 Geschäftsführer des RFV Basel (Popförderung). Er leitete mehrere Jahre das Jugendkulturfestival Basel (JKF) und engagiert sich in den Vorständen des Komitees Kulturstadt Jetzt, des GGG Basel und der Casino-Gesellschaft Basel. Er ist ausserdem Stiftungsrat der Stiftung Kuppel.
Bereits während seiner Schulzeit am Humanistischen Gymnasium Basel engagierte sich Schäfer im Vorstand des Basler Jugendparlamentes. 2004 trat er der Sozialdemokratischen Partei Basel-Stadt bei, für welche er noch im selben Jahr in den Basler Grossen Rat gewählt wurde. Schäfer war seit Februar 2013 bis Januar 2018 Präsident der Geschäftsprüfungskommission des Grossen Rates. 2006 wurde er zudem zum Vizepräsidenten der Kantonalpartei gewählt. Seine politischen Schwerpunkte sind die Stadtentwicklung, Standortförderung sowie Kultur- und Jugendpolitik. Am 14. November 2017 gab er seinen Rücktritt aus dem Grossen Rat auf Januar 2018 bekannt. Für Schäfer soll Beda Baumgartner nachrücken.
Tobit Schäfer ist der Lebenspartner der Zivilgerichtspräsidentin Anita Heer und hat eine Tochter mit ihr.